# (119878) 2002 CY224
2002 سي واي 224 (ويعرف أيضًا باسم (119878) 2002 سي واي 224 وفق تسمية الكوكب الصغير) (بالإنجليزية: 2002 CY224)‏ هو كويكب ضمن حزام الكويكبات؛ وترتيبه 119878 من حيث الاكتشاف.
اكتُشف هذا الجُرم الفلكي بواسطة مارك ويليام بوي في 7 فبراير 2002.

## وصلات خارجية
- (119878) 2002 CY224 في قاعدة بيانات مختبر الدفع النفاث لأجرام النظام الشمسي الصغيرة

- الاكتشاف · مخطط المدار ·  العناصر المدارية · المعلمات المادية

- (119878) 2002 CY224 على موقع ويكي سكاي: DSS2, SDSS, GALEX, IRAS, Hydrogen α, X-Ray, Astrophoto, Sky Map, Articles and images